# 정평군 (왕족)
정평군 이종동(定平君 李終仝, 1446년 3월 19일 ~ 1502년 3월 23일)은 조선 전기의 왕족으로 회안대군의 손자이자 금산군 이중군의 차남이었다. 생전의 작위는 정안정이었고, 사후 고종 때 가서 군으로 추증되었다.

## 생애
이종동은 전라도 전주부에서 태어났으며 아버지는 금산군 이중군이고, 어머니는 부부인 장흥조씨로 예조정랑 조연(曺延)의 딸이다. 할아버지 회안대군 방간의 유배지에서 태어난 아버지 금산군 이중군은 아버지 회안대군의 제2차 왕자의 난의 직접 관련자가 아니라 하여 세종대왕은 연좌시키지 않고 처벌하지도 않았다.
왕족의 대우를 받았으나 정3품 정을 제수받아 생전 작위는 정평정(定平正)에 이르렀으며, 사후 고종 때인 1872년(고종 9) 고종이 작위를 받지 못한 왕족들을 추증할 때, 이종동은 특별히 명의대부 지종정경부사에 추증되고 군(郡)으로 증작되었는데, 처음 정안군(定安君)에 추증되었다가 다시 정평군(定平君)으로 작위가 개정되었다. 사후 우형산 아버지 금산군 이중군의 묘소 좌측에 안장되었다.

## 가계
- 할아버지 : 회안대군 이방간(懷安大君 李芳幹, 1364년 7월 2일 ~ 1421년 4월 10일(음력 3월 9일))
- 아버지 : 금산군 이중군(金山君 李仲窘, 1413년 2월 9일 - 1478년 9월 18일)
- 어머니 : 부부인 장흥조씨(府夫人 長興曺氏, 1410년 3월 13일 - 1484년 4월 29일) - 예조정랑 조연(曺延)의 딸
  - 형 : 정안정 이분(定安正 李芬)
- 부인 : 군부인 남양홍씨(郡夫人 南陽洪氏, 1448년 8월 20일 - 1510년 2월 12일) 생원 남용(南龍)의 딸
  - 아들 : 적성부정 이은손(赤城副正 李銀孫)
  - 아들 : 남악부정 이알산(南岳副正 李謁山)
  - 아들 : 남계도정 이아전(南溪都正 李阿全)
  - 아들 : 남창부정 이명손(南昌副正 李明孫, 1484년 3월 12일 - 1565년 2월 15일)
  - 자부 : 현부인 동래정씨(縣夫人 東萊鄭氏, 1484년 2월 9일 - ? 10월 8일) - 정민(鄭敏)의 딸
- 계비 : 군부인 김해김씨(郡夫人 金海金氏, 1470년 11월 29일 - ? 4월 13일) - 봉사 김경(金景)의 딸, - 정평군 종동의 후처

## 같이 보기
- 회안대군
- 금산군